# الصحیح من سیرة النبی الاعظم

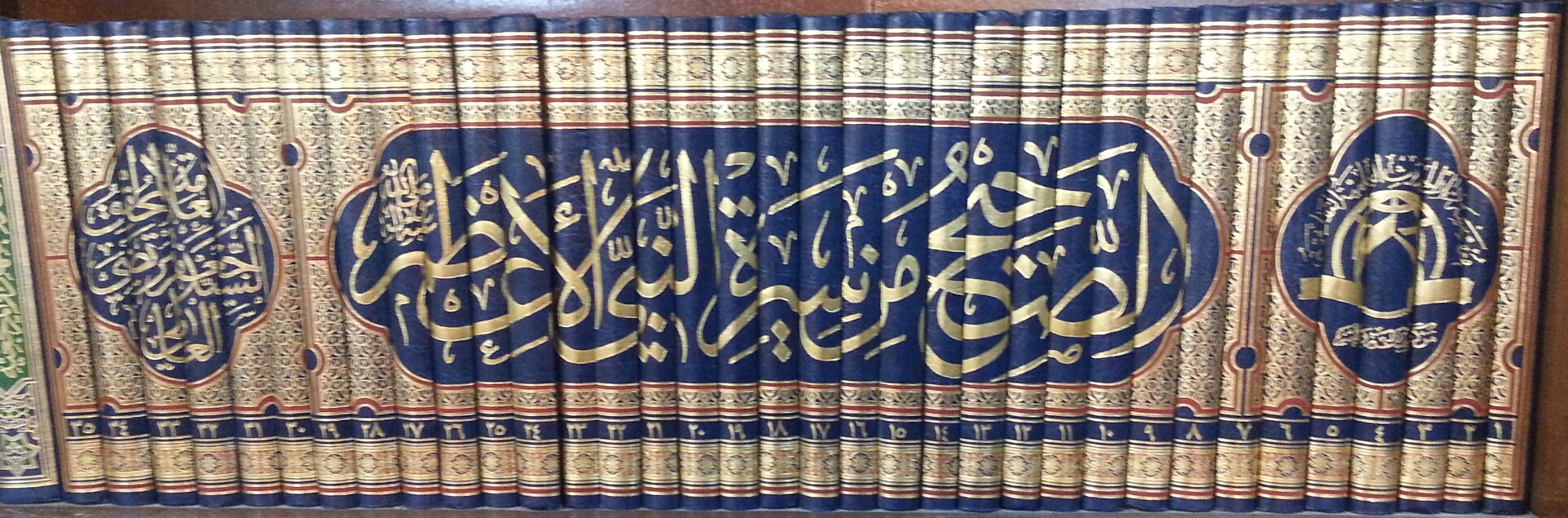
تصویری از ۳۵ جلد کنار هم

الصحیح من سیره النبی الاعظم، نام مجموعه کتاب‌هایی است در ۳۵ جلد که توسط سیدجعفر مرتضی عاملی در شرح زندگانی پیامبر اسلام حضرت محمد  نوشته‌است.

## مدت تالیف
نویسنده از بیست سالگی شروع به مطالعه و تحقیق در مورد سیره نبوی کرده و در طی بیش از 20 سال مطالعه این اثر را تالیف نمود و حاصل مطالعات خود را به تدریج منتشر ساخته‌است.

## شیوه کار
نویسنده در این کتاب‌ها به بررسی اثرات مسئله منع حدیث در درستی حقایق تاریخی و نقش تازه‌مسلمانان اهل کتاب در تاریخ اسلام می‌پردازد و روش‌های سیره‌نگاری را بررسی و اسلوب خود را تشریح می‌کند.
اعرافی، رئیس پژوهشکدهٔ حوزه و دانشگاه، در مورد این کتاب گفت: «کتاب الصحیح علامه سیدجعفر مرتضی عاملی به سمت روشمند کردن و منطقی کردن تاریخ شیعه حرکت کرده‌است.»

## کسب جایزه کتاب سال
این کتاب جایزه کتاب سال جمهوری اسلامی ایران در زمینه سیره رسول اکرم در سال ۱۳۷۱ را کسب کرد. 

## ترجمه به فارسی
این کتاب توسط محمد سپهری در دوازده مجلد به فارسی ترجمه و تلخیص شد. پس از وی حسین تاج آبادی نیز این کتاب را در 35 جلد (18 مجلد) به فارسی ترجمه کرد و هر دو ترجمه چاپ شده است.

## اعتراض مؤلف به ترجمه کتابش
کیفیت هر دو ترجمه کتاب الصحیح جعفر مرتضی به قدری نامناسب بود که وی اعلام کرد راضی به انتساب نسخه ترجمه شده، به خود نیست. وی این گونه ترجمه و تلخیص را منشأ تحریف تاریخ دانست. در عین حال ترجمه ای علمی و صحیح از این اثر برای زبان فارسی کاری ضروری و لازم است. به رغم این موضوع، در مقایسه دو ترجمه باید ترجمه سپهری را پراشتباه‌تر از ترجمه تاج آبادی دانست.